# Victòria I del Regne Unit
|  | Per a altres significats, vegeu «Victòria del Regne Unit». |

Victòria I del Regne Unit (anglès: Alexandrina Victoria)  (Palau de Kensington, 24 de maig de 1819 - Palau d'Osborne, 22 de gener de 1901) fou reina del Regne Unit de la Gran Bretanya i Irlanda (1837-1901) i emperadriu de l'Índia (1876-1901). El seu regnat, que fou el més llarg de la història de les illes britàniques després després del d'Elisabet II, marcà una època en la vida quotidiana de la població i de tot el llarg segle xix britànic, el victorianisme.
Més enllà de valoracions polítiques o socials, el regnat de la reina Victòria significà la gran expansió colonial britànica vers l'Àfrica i l'Àsia, la revolució industrial del país que, malgrat que ja s'havia iniciat al segle xviii, fou en el segle xix quan el procés es consolidà i s'expandí enormement. Dinàsticament, Victòria I fou l'últim monarca de la casa dels Hannover que regnà el país i que donà pas a la nova dinastia, també germànica, dels Saxònia-Coburg Gotha.

## Naixement i família
Nascuda el 24 de maig de 1819 a les 4:15 h al Palau de Kensington, era filla del duc de Kent, Eduard del Regne Unit, i de la princesa Victòria de Saxònia-Coburg Saafeld. La princesa era neta per via paterna del rei Jordi III del Regne Unit i de la princesa Carlota de Mecklenburg-Strelitz, mentre que per via materna ho era del duc Francesc Frederic de Saxònia-Coburg Saafeld i de la comtessa Augusta de Reuss zu Ebersdorf und Lobenstein.
El duc de Kent, igual que els seus germans, no es maridà durant la seva joventut i ho feu a una edat madura quan el rei Jordi III del Regne Unit els sotmeté a una enorme pressió per tal que es casessin d'acord amb el seu rang i amb la necessitat de garantir la successió a la Corona britànica.
La princesa Victòria fou batejada privadament per l'Arquebisbe de Canterbury, Charles Manners-Sutton al Palau de Kensington el 24 de juny del mateix any 1819, essent els seus padrins el rei Jordi IV del Regne Unit, el tsar Alexandre I de Rússia, la princesa Carlota del Regne Unit, que era muller del rei Frederic I de Württemberg, i la duquessa vídua de Saxònia-Coburg Saafeld, la comtessa Augusta de Reuss zu Ebersdorf und Lobenstein. Va ser batejada Alexandrina en honor d'un dels seus padrins, el tsar Alexandre I, i Victòria, per la seva mare. Els noms addicionals proposats pels seus pares —Georgina (o Georgiana), Charlotte i Augusta— van ser descarats per instruccions del germà gran de Kent, el príncep regent.
Malgrat que els seus pares no tinguessin més fills, la princesa tenia dos germans per part de mare, ja que la seva mare havia estat casada anteriorment amb el príncep Emili Carles de Leiningen i d'aquest matrimoni havien nascut dos fills, els prínceps Carles Frederic de Leiningen i la princesa Feodora de Leiningen, princesa de Hohenlohe-Lagenburg.
En una primera etapa de la seva vida rebé la formació exclusivament en alemany, que era la seva llengua materna i també aquella amb què es relacionava amb la seva institutriu. Posteriorment rebé formació en anglès i altres idiomes com el francès, el llatí, el grec i l'italià.
En néixer, Victòria era cinquena en la línia de successió després dels quatre fills grans de Jordi III: Jordi, príncep regent (més tard Jordi IV); Frederick, duc de York; Guillem, duc de Clarence (després Guillem IV); i el pare de Victòria, Eduard, duc de Kent. El príncep Jordi no va tenir fills supervivents, i el príncep Frederic no va tenir fills; a més, tots dos estaven allunyats de les seves dones, que ja eren massa grans per tenir fills, per la qual cosa els dos germans grans era poc probable que tinguessin més fills legítims. Guillem i Eduard es van casar el mateix dia de 1818, però les dues filles legítimes de Guillem van morir de nadons. La primera d'elles va ser la princesa Carlota, que va néixer i va morir el 27 de març de 1819, dos mesos abans que nasqués Victòria. El pare de Victòria va morir el gener de 1820 d'una greu pneumònia, quan Victòria tenia menys d'un any. Una setmana després va morir el seu avi, el rei Jordi III, i el va succeir el seu fill gran com a Jordi IV. Victòria era llavors tercera en la línia al tron després de Frederic i Guillem. Va ser quarta en la línia mentre la segona filla de Guillem, la Princesa Isabel, vivia, del 10 de desembre de 1820 al 4 de març de 1821.

## Hereva presumpta
El príncep Frederic va morir el 1827, seguit del rei Jordi IV del Regne Unit, quan Victòria tenia onze anys, i la Corona va passar al rei Guillem IV del Regne Unit, d'edat avançada i sense fills del seu matrimoni amb la princesa Adelaida de Saxònia-Meiningen. La princesa es convertí en hereva presumpta a la Corona i, per l'Acte de Regència de 1830, foren garantits els títols de duquessa de Kent i de Strathearn a la mare de la futura reina.

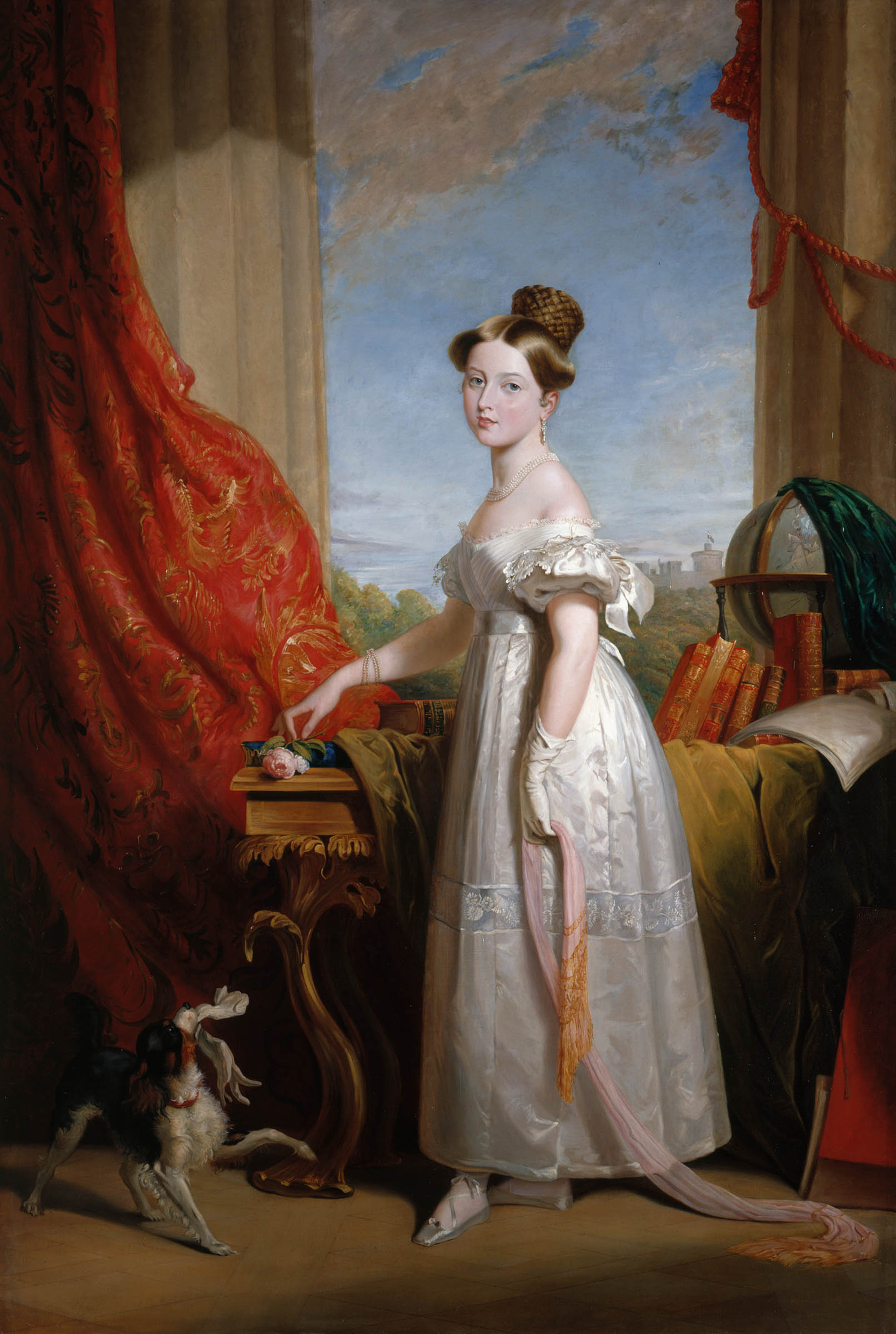
Retrat amb el seu spaniel Dash per George Hayter, 1833

Victoria va descriure més tard la seva infància com «més aviat melancòlica». La seva mare era extremadament protectora, i Victòria es va criar en gran manera aïllada d'altres nens sota l'anomenat "Sistema Kensington", un elaborat conjunt de regles i protocols ideats per la duquessa i el seu ambiciós i dominant auditor, Sir John Conroy, que es rumorejava que era l'amant de la duquessa. El sistema va impedir que la princesa conegués gent que la seva mare i Conroy van considerar indesitjables (incloent la majoria de la família del seu pare), i estava dissenyat per fer-la feble i depenent d'ells. La duquessa va evitar la cort perquè estava escandalitzada per la presència dels fills il·legítims del rei Guillem. Victòria compartia dormitori amb la seva mare cada nit, estudiava amb professors particulars segons un horari habitual i passava les hores de joc amb les seves nines i el seu King Charles spaniel, Dash. Les seves lliçons incloïen francès, alemany, italià i llatí, però només parlava l'anglès a casa.
El 1830, la duquessa i Conroy van portar Victòria a través del centre d'Anglaterra per visitar els Malvern Hills, aturant-se a ciutats i grans country houses al llarg del camí. Viatges similars a altres parts d'Anglaterra i Gal·les es van fer el 1832, 1833, 1834 i 1835. Per a disgust del rei, Victòria era acollida amb entusiasme a cadascuna de les parades. Guillem comparava els viatges amb les entrades reials i es va preocupar que consideressin Victòria com la seva rival en lloc de la seva hereva presumpta. A la Victòria no li agradaven els viatges; la constant ronda d'aparicions públiques la feia cansar i emmalaltir, i tenia poc temps per descansar. Ella es va oposar per la desaprovació del rei, però la seva mare va rebutjar les seves queixes creient-les motivades per la gelosia i va obligar a Victòria a continuar les visites. A Ramsgate l'octubre de 1835, Victòria va contreure una forta febre, que Conroy va desestimar inicialment com una pretensió infantil. Mentre Victòria estava malalta, Conroy i la duquessa van intentar que nomenés Conroy el seu secretari privat, però la princesa s'hi va negar. Quan era adolescent, Victoria va resistir els intents persistents de la seva mare i Conroy de nomenar-lo secretari personal. Quan va ser reina, ella li va prohibir estar en la seva presència, però ell es va quedar a casa de la seva mare.

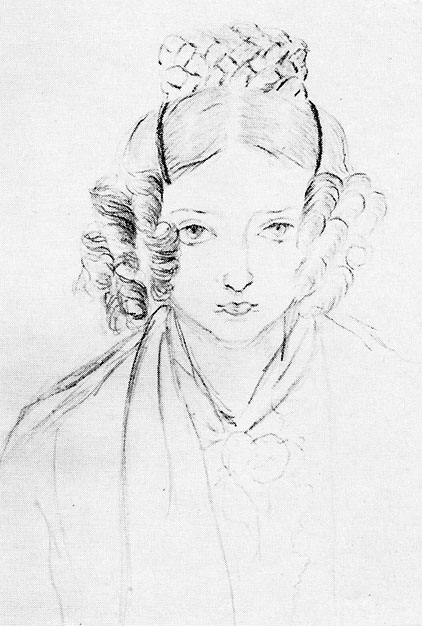
Autoretrat, 1835

El 1836, l'oncle matern de Victòria, Leopold, que havia estat rei dels belgues des de 1831, esperava casar-la amb el Príncep Albert, fill del seu germà Ernest I de Saxònia-Coburg Gotha. Leopold va organitzar que la mare de Victòria convides els seus parents de Coburg a visitar-la el maig de 1836, amb el propòsit de presentar la Victòria a l'Albert. Guillem IV, però, no aprovava cap unió amb els Coburg i preferia un príncep holandès, Victòria era conscient dels diferents plans matrimonials i va valorar críticament una desfilada de prínceps elegibles. Segons el seu diari, va gaudir de la companyia de l'Albert des del principi. Després de la visita, va escriure: «[L'Albert] és molt maco; els seus cabells són més o menys del mateix color que els meus; els seus ulls són grans i blaus, i té un nas preciós i una boca molt dolça amb dents fines; però l'encant de el seu rostre és la seva expressió, que és molt deliciosa.» Alexander, en canvi, va ser descrit com «molt senzill».
Victòria va escriure al rei Leopold, a qui considerava el seu «millor i més amable conseller», per agrair-li «per la perspectiva de gran felicitat que has contribuït a donar-me, en la persona del benvolgut Albert... Posseeix totes les qualitats que es poden desitjar per fer-me perfectament feliç. És tan sensible, tan amable i tan bo, i tan amable també. A més, té l'exterior i l'aspecte més agradables i deliciosos que puguis veure.» Tanmateix, als 17 anys, Victòria, tot i que estava interessada en Albert, encara no estava preparada per casar-se. Les parts no es van comprometre formalment, però van suposar que l'enllaç tindria lloc en el moment oportú.
Victòria va complir 18 anys el 24 de maig de 1837 i es va evitar una regència. Menys d'un mes després, el 20 de juny de 1837, Guillem IV va morir als 71 anys al Palau de Buckingham i Victòria es va convertir en reina del Regne Unit.

## Ascens al poder
| «                                                              | (anglès) I was awoke at 6 o'clock by Mamma, who told me the Archbishop of Canterbury and Lord Conyngham were here and wished to see me. I got out of bed and went into my sitting-room (only in my dressing gown) and alone, and saw them. Lord Conyngham then acquainted me that my poor Uncle, the King, was no more, and had expired at 12 minutes past 2 this morning, and consequently that I am Queen." | (català) Mamma em va despertar a les 6 en punt, em va dir que l'arquebisbe de Canterbury i Lord Conyngham estaven aquí i volien veure'm. Em vaig aixecar del llit i vaig entrar a la meva sala d'estar (només amb la meva bata) i sola, i els vaig veure. Llavors Lord Conyngham em va informar que el meu pobre oncle, el rei, ja no hi era i que havia expirat a les 2 i 12 minuts d'aquest matí i que, per tant, soc reina". | » |
| — Victòria citada a St Aubyn, pp. 55–57; Woodham-Smith, p. 138 | | |   |

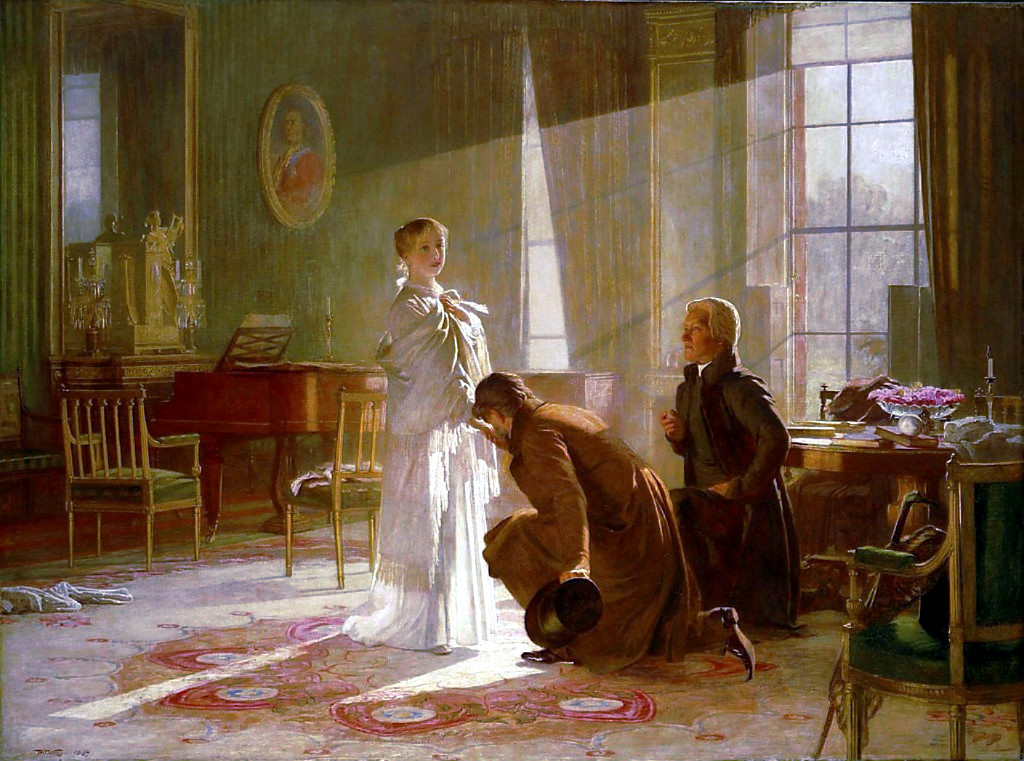
Victòria rep la notícia del seu ascens al tron

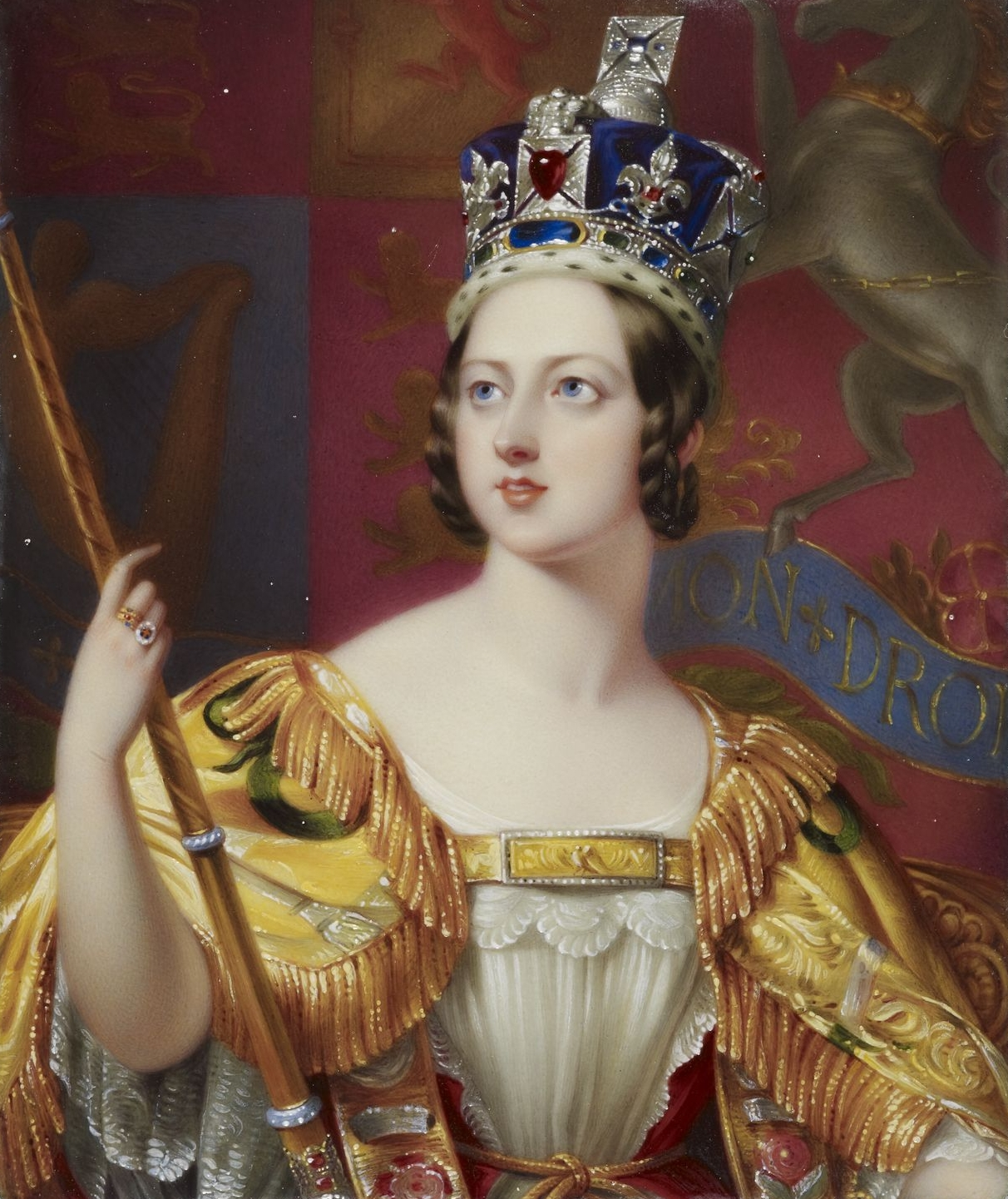
La Reina Victòria en accedir al tron

Els documents oficials del seu primer dia de regnat es referien a ella com a Alexandria Victòria, però el seu primer nom va ser retirat a petició de la reina i mai va tornar a ser utilitzat.

### La qüestió de Hannover
Des de l'any 1714, els sobirans anglesos eren també electors de Hannover primer i des de 1814 reis de Hannover, pel fet que fou l'elector de Hannover qui, l'any 1714, esdevindria rei anglès amb el nom de Jordi I del Regne Unit. La unitat dinàstica dels dos territoris no es corresponia però amb una unitat de fet en qüestions de legislació. Per aquest motiu, mentre que a Hannover encara era vigent la llei sàlica, al Regne Unit aquesta llei mai s'havia instaurat. D'aquesta forma, l'any 1837, a la mort del rei Guillem IV, el regne de Hannover passà al duc de Cumberland, que es convertiria en el rei Ernest August I de Hannover i els territoris britànics passaren a la reina Victòria. Ernest August va ser el presumpte hereu de Victòria fins que va tenir un fill. Els reis i els descendents hannoverians conservarien fins a l'any 1917 tots els seus títols britànics i, fins i tot, en l'actualitat formen part de la llista successòria a la Corona anglesa. L'actual cap de la casa dels Hannover és el príncep Ernest August de Hannover, espòs de la princesa Carolina de Mònaco.

### Coronació
La seva coronació va tenir lloc el 28 de juny de 1838 a l'Abadia de Westminster. Victòria va ser la primera sobirana que va ocupar la residència al Palau de Buckingham i va heretar els ingressos dels ducats de Lancaster i Cornualla, a més de rebre una llista civil de 385.000 £ anuals. Financerament prudent, va pagar els deutes del seu pare.

## Matrimoni i descendència

### Matrimoni
Tot i ser reina, Victòria seguia vivint amb la seva mare, amb la qual no es portava bé a causa del sistema Kensington i la seva dependència contínua de Conroy, simplement per estar soltera. La seva mare vivia en estances allunyades al palau de Buckingham i Victòria moltes vegades es negava a veure-la. Quan la reina es va queixar al llavor primer ministre Lord Melbourne que la proximitat de la mare havia suposat un «turment durant molts anys», aquest va simpatitzar amb ella i li va dir que això es podia evitar amb un casament, cosa que Victoria va anomenar una «alternativa xocant». Estava interessada en l'educació que Albert estava rebent per preparar el seu futur paper de marit, però es va resistir a accelerar el matrimoni.
Victòria va seguir elogiant Albert després de la seva segona visita a Anglaterra a l'octubre de 1839. Albert i Victòria s'agradaven i la reina li va demanar matrimoni el 15 d'octubre de 1839, només cinc dies després de la seva arribada a Windsor.

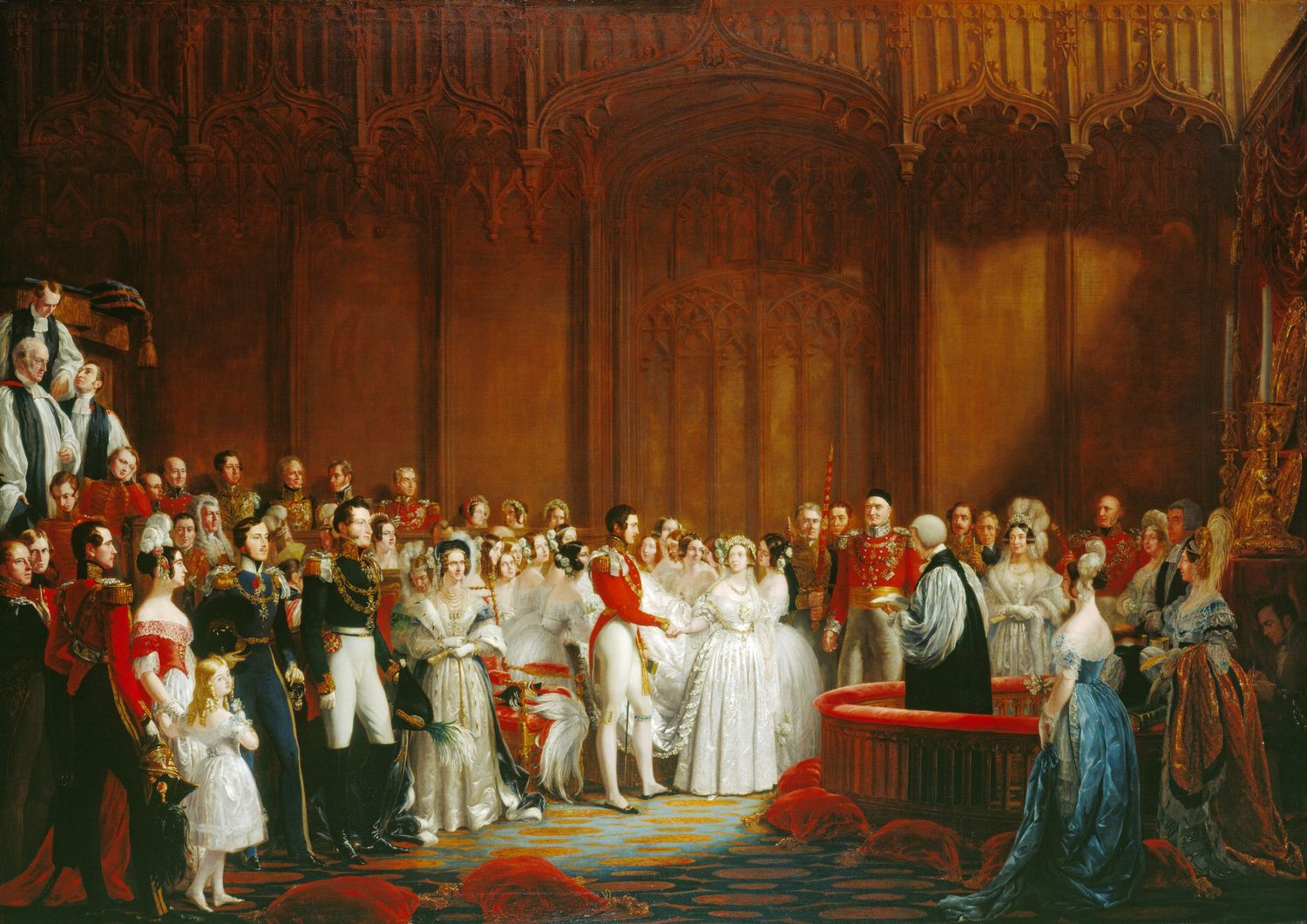
El matrimoni de Victòria i Albert, pintat per George Hayter

El 10 de febrer de 1840, a la Capella Reial del Palau de Saint James de Londres, es casà amb el príncep Albert de Saxònia-Coburg Gotha. En aquell mateix moment Albert adquiria el grau d'altesa reial i el títol de príncep consort del Regne Unit. La parella tingué nou fills i es convertiren en allò que els genealogistes han anomenat com els avis d'Europa, juntament amb el rei Cristià IX de Dinamarca.

### Descendència

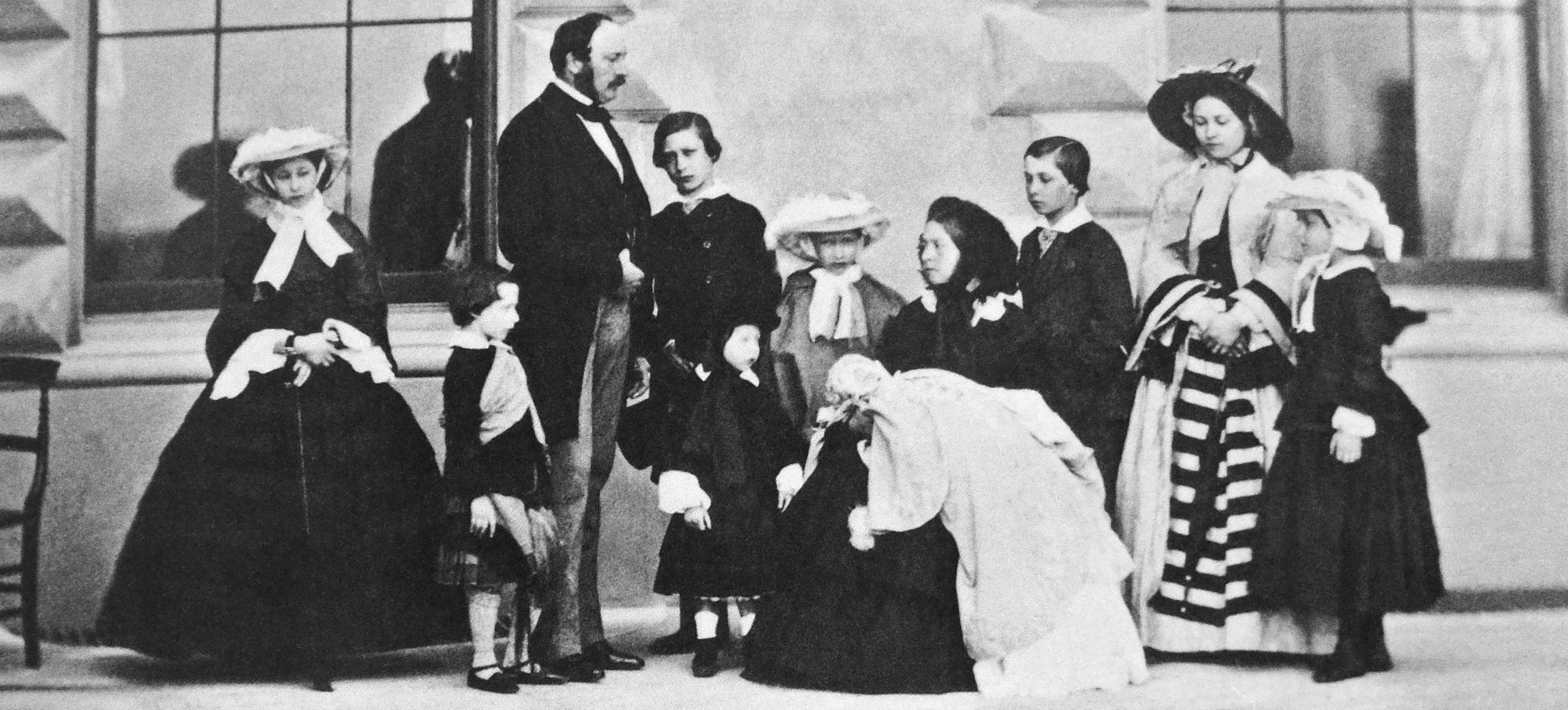
Albert, Victòria i els seus nou fills, 1857. D'esquerra a dreta: Alícia, Artur, el príncep Albert, Eduard, Leopold, Lluïsa, la reina Victòria amb Beatriu, Alfred, Victòria i Helena.

- SAR la princesa reial Victòria del Regne Unit, nascuda a Londres el 1840 i morta a Berlín el 1901. Es casà amb el kàiser Frederic III de Prússia.
- SM el rei Eduard VII del Regne Unit, nascut a Londres el 1841 i mort el 1910. Es casà amb la princesa Alexandra de Dinamarca.
- SAR la princesa Alícia del Regne Unit, nascuda el 1843 a Londres i morta el 1878 a Darmstadt. Es casà amb el gran duc Lluís IV de Hessen-Darmstadt.
- SAR el príncep Alfred del Regne Unit, nascut el 1844 a Windsor i mort el 1900 a Coburg. Es casà amb la gran duquessa Maria de Rússia.
- SAR la princesa Helena del Regne Unit, nascuda el 1846 a Londres i morta el 1923 a Londres. Es casà amb el príncep Cristià de Schleswig-Holstein.
- SAR la princesa Lluïsa del Regne Unit, nascuda a 1848 a Londres i morta el 1939 a Londres. Es casà amb el duc John Douglas Sutherland Campbell, novè duc d'Argyll.
- SAR el príncep Artur del Regne Unit, nascut el 1850 a Londres i mort el 1944 a Londres. Es casà amb la princesa Lluïsa Margarida de Prússia.
- SAR el príncep Leopold del Regne Unit, nascut el 1853 a Londres i mort a Cannes el 1884. Es casà amb la princesa Helena de Waldeck-Pyrmont.
- SAR la princesa Beatriu del Regne Unit, nascuda el 1857 a Londres i morta a Brantridge Park al comtat de Sussex l'any 1944. Es casà amb el príncep Enric de Battenberg.

La reina odiava estar embarassada, veia la lactància materna amb fàstic, i pensava que els nadons eren lletjos.
La casa estava dirigida en gran part per la institutriu de la infància de Victòria, la baronessa Louise Lehzen de Hanover. Lehzen havia estat una influència formativa en Victoria i l'havia recolzat contra el sistema Kensington. Albert, però, pensava que Lehzen era incompetent i que la seva mala gestió amenaçava la salut de la seva filla. Després d'una furiosa disputa entre Victoria i Albert pel tema, Lehzen va ser jubilada el 1842, i l'estreta relació de Victòria amb ella es va acabar.
El 1853, Victòria va donar a llum el seu vuitè fill, Leopold, amb l'ajuda del nou anestèsic, el cloroform. Va quedar tan impressionada per l'alleujament que li donava pel dolor del part que la va tornar a utilitzar el 1857 amb el naixement del seu novè i últim fill, Beatriu, malgrat l'oposició dels membres del clergat, que ho consideraven en contra de l'ensenyament bíblic, i dels membres de la professió mèdica, que ho considerava perillós. Victòria pot haver patit depressió postnatal després de molts dels seus embarassos. Cartes d'Albert a Victoria es queixen de manera intermitent de la seva pèrdua d'autocontrol. Per exemple, aproximadament un mes després del naixement de Leopold, l'Albert es va queixar en una carta a Victòria de la seva «continua histèria» que patia la seva dona a causa de «qualsevol assumpte sense importància».
Descendents de la reina Victòria són: la reina Elisabet II del Regne Unit, la reina Margarida II de Dinamarca, el rei Carles XVI Gustau de Suècia, el rei Joan Carles I d'Espanya, el rei Harald V de Noruega, el rei Constantí II de Grècia, el rei Miquel I de Romania, la gran duquessa Maria de Rússia, el príncep Alexandre de Iugoslàvia i el duc Amadeu de Savoia-Aosta, Felip VI d' Espanya per part de pare i mare, entre d'altres persones.

### Hemofília
Un dels fills de Victòria, el segon menor, Leopold, va ser el primer descendent de Victòria que va patir hemofília B i dues de les seves cinc filles, Alícia i Beatriu, van descobrir, després de tenir fills, que eren portadores del gen defectuós. Entre els descendents reals que van patir aquesta malaltia es troben els seus besnéts, el tsarévitx Aleksei Romànov, l'hereu al tron espanyol Alfons de Borbó i de Battenberg i el seu germà l'infant Gonçal de Borbó i Battenberg. La presència d'aquesta malaltia en els descendents de la reina, però no així en els seus avantpassats, ha portat a especulacions que afirmen que el veritable pare de Victòria no era el duc de Kent, sinó un hemofílic. No hi ha cap prova documentada de la presència d'hemofílics a la família de la mare de Victòria. És més probable que hi hagi hagut una mutació espontània, ja que el pare de Victòria era bastant gran quan la va concebre i l'hemofília apareix amb més freqüència en nens nascuts de pares grans. A més, prop del 33% dels casos d'hemofília apareixen per mutacions espontànies.

## Regnat

### Els primers governs

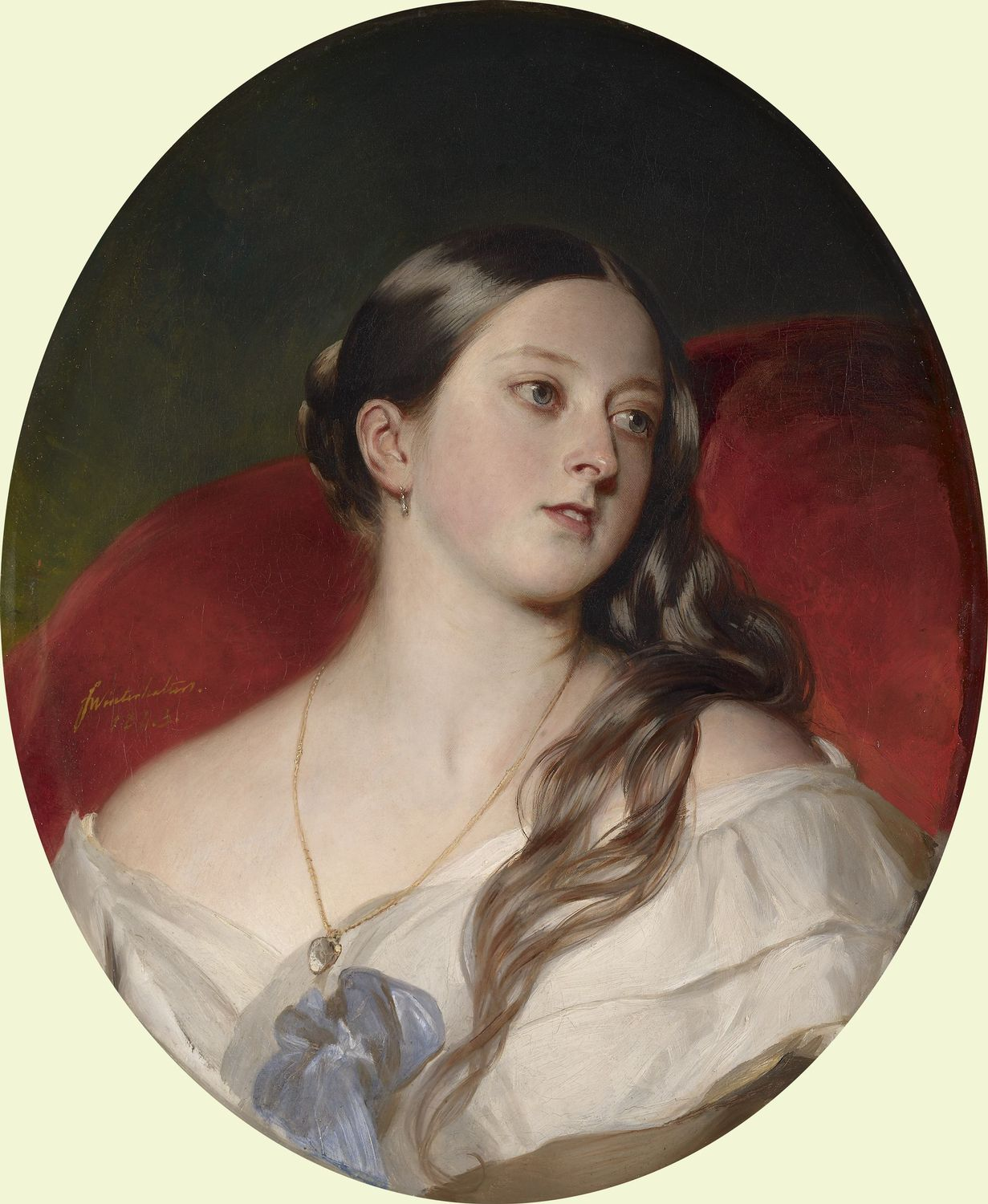
Retrat de la reina Victòria, 1843

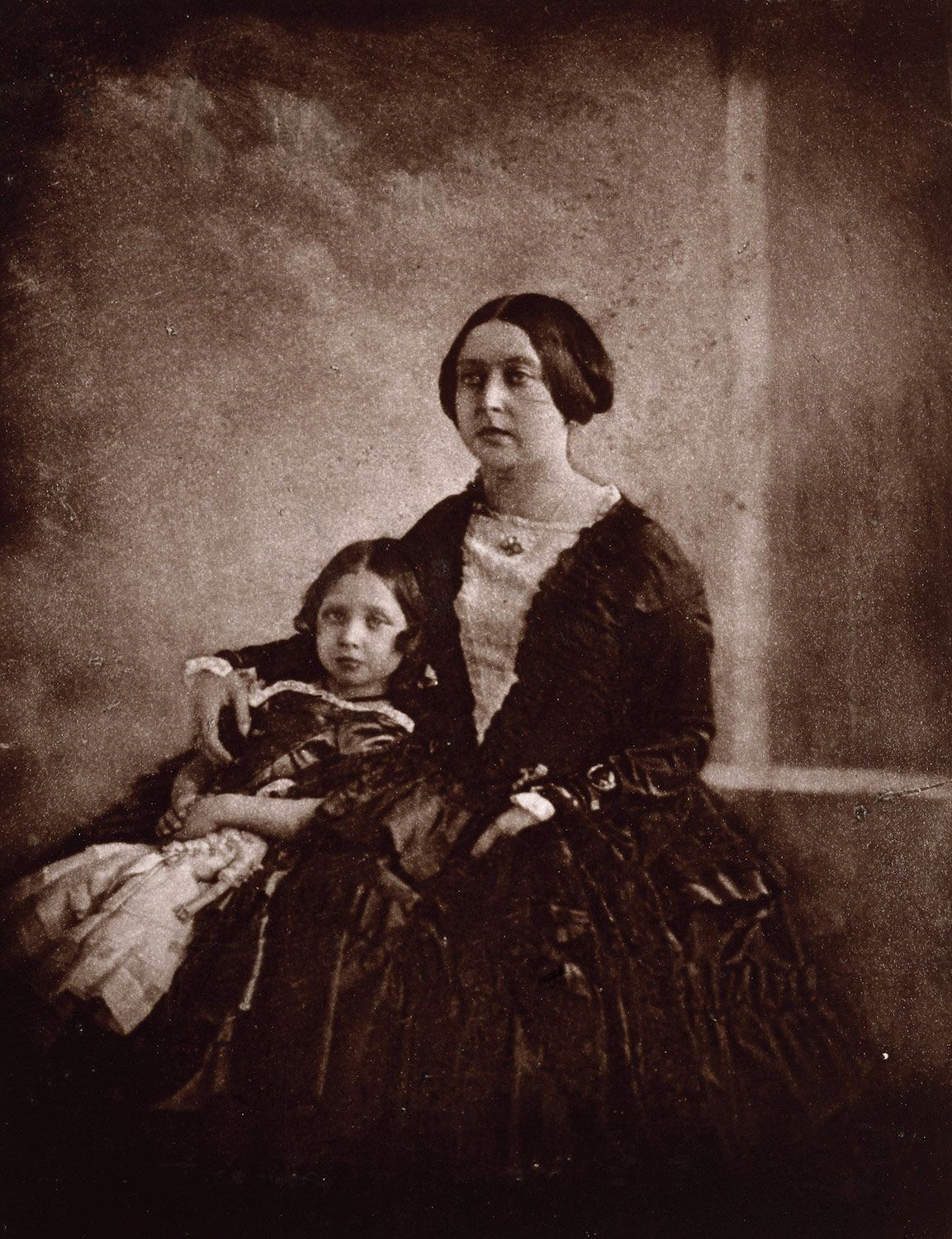
La primera fotografia coneguda de la reina Victòria, realitzada el 1844, amb la seva filla gran

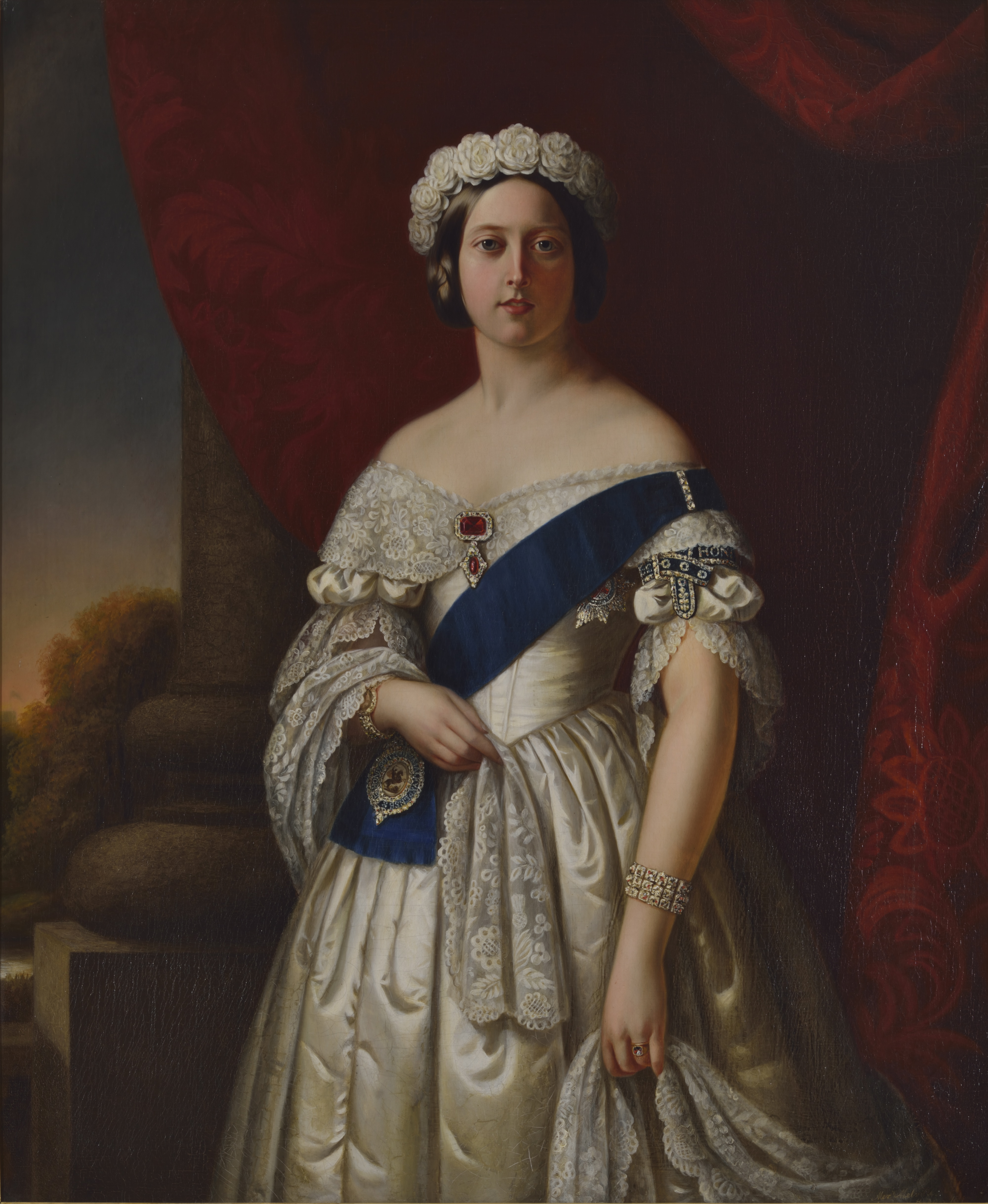
La Reina Victòria, any 1845

Quan Victòria assolí el poder, l'executiu era controlat pel partit liberal encapçalat per Lord Melbourne. De seguida es va convertir en una poderosa influència sobre la políticament inexperta monarca, que confiava en ell per demanar consell. El cronista Charles Greville creia que al vidu Melbourne, que mai havia tingut fills, «ella li queia molt bé i la volia com una filla si n'hagués tingut alguna», i és probable que Victòria el veiés com una figura paterna.
Al principi del seu regnat, Victòria era molt popular, però la seva reputació va patir un dur revés a causa d'una intriga a la cort el 1839, quan l'abdomen d'una de les dames de companyia de la seva mare, Flora Hastings, va començar a créixer de forma anormal, creant rumors que s'havia quedat embarassada, fora del matrimoni, de John Conroy. Victòria es va creure els rumors; odiava a Conroy i menyspreava «aquella odiosa lady Flora», ja que aquesta havia conspirat amb Conroy i la duquessa de Kent al sistema Kensington. Al principi, lady Flora es va negar a sotmetre's a un examen mèdic nua, però a mitjans de febrer finalment hi va accedir i es va descobrir que encara era verge. Conroy, la família Hastings i els conservadors van organitzar una campanya de premsa afirmant que la reina havia ajudat a estendre rumors falsos sobre lady Flora. Quan lady Flora va morir al juliol, l'autòpsia va revelar que tenia un gran tumor al fetge i que aquesta havia estat la causa del creixement del seu ventre. En aparicions públiques, a Victoria la xiulaven i l'anomenaven «Mrs. Melbourne».
El primer ministre esdevingué cada vegada més impopular i se succeïren un seguit de revoltes al Canadà i a Jamaica. El 1839, Melbourne va dimitir després que els radicals i els conservadors votessin en contra d'un projecte de llei per suspendre la constitució de Jamaica. El projecte de llei eliminava el poder polític dels propietaris de plantacions que es resistien a les mesures associades amb l'abolició de l'esclavitud.
La reina va sol·licitar al conservador sir Robert Peel formar govern. Malgrat tot, Peel es trobà amb importants contratemps a conseqüència de les dinàmiques que s'havien generat durant més de vint anys de govern liberal. L'anomenada crisi de les cambreres reials en fou un clar exemple, ja que davant l'intent de Peel de substituir les cambreres de la Cort, majoritàriament esposes de liberals per esposes de conservadors, aquestes exerciren una important pressió sobre la reina, que no respongué a l'expectativa de Peel i mantingué els càrrecs. Peel fou substituït l'any 1840 per Melbourne, que fou substituït de nou per Peel l'any 1841 després de perdre les eleccions, i les cambreres reials més associades amb els whigs van ser finalment substituïdes.
Després del seu matrimoni, Albert es va convertir en un important conseller polític i també en el company de la reina, substituint Melbourne com la figura influent dominant en la primera meitat de la seva vida. La mare de Victòria va ser desallotjada del palau, a la casa Ingestre a Belgrave Square. Després de la mort de la tia de Victòria, la Princesa Augusta, el 1840, la mare de Victòria va rebre tant Clarence com Frogmore Houses. A través de la mediació d'Albert, les relacions entre mare i filla van anar millorant lentament.
El govern de Peel es va veure aviat embolicat en una crisi a causa de les Lleis del Gra. Molts tories —aleshores coneguts també com a conservadors— es van oposar a l'abrogació, però alguns d'ells i la majoria dels whigs la van recolzar. Peel va dimitir en 1846, després que l'abrogació fos aprovada per un estret marge, i va ser substituït per lord John Russell.
El govern de Russell, tot i ser whig, no va ser afavorit per la reina. Particularment ofensiu per a Victòria era el ministre d'Afers Estrangers, lord Palmerston, que actuava sovint sense consultar el Gabinet, el primer ministre o la reina.

### Primers atemptats
Des de 1840 i fins al 1842 se succeïren quatre intents d'atemptat contra la figura de la reina, cap dels quals tingué èxit i ni tan sols aconseguí ferir a la reina. Immediatament després del primer atac, la popularitat de Victòria es va disparar, mitigant el descontentament residual per l'afer de lady Flora Hastings i la crisi de les cambreres.
En un atac el 1849, l'irlandès a l'atur William Hamilton va disparar una pistola plena de pólvora contra el carruatge de Victoria mentre passava per Constitution Hill, a Londres. El 1850, la reina va patir ferides quan va ser agredida per un exoficial de l'exèrcit possiblement boig, Robert Pate. Mentre la Victòria anava en un carruatge, en Pate la va colpejar amb el seu bastó, aixafant-li la gorra i provant-li contusions al front. Tant Hamilton com Pate van ser condemnats a set anys a les colònies britàniques.

### Irlanda
La predilecció de la reina Victòria es feu patent des del moment que elegí passar les vacances a la vila de Killarney al Comtat de Kerry. Aquesta elecció fou corresposta pels irlandesos, que en un primer moment sentiren devoció per la jove monarca. Ara bé, l'any 1845 esclatà a Irlanda l'anomenada Fam de la Patata, que va provocar la mort d'un milió d'irlandesos i l'emigració d'un altre milió, cap als Estats Units principalment. A Irlanda, Victòria va rebre el sobrenom de "The Famine Queen" (La reina de la fam). En resposta a la crisi, el gener de 1847, la reina donà de la seva pròpia llista civil que rebia del Parlament la quantitat de 2000 lliures per a diverses obres de caritat, la quantitat més alta donada per una sola persona.
La primera visita oficial a l'illa es produí l'any 1849, organitzada especialment per lord Claredon, el lord tinent d'Irlanda (és a dir, el cap de l'administració britànica a l'illa), amb l'objectiu d'atraure l'atenció dels polítics britànics cap als greus problemes que patia l'illa. La imatge de la reina seguí durant els següents anys bastant deteriorada, i així la Corporació de Dublin es negà a felicitar els prínceps de Gal·les pel seu matrimoni o pel naixement del seu primer fill, el príncep Albert Víctor. La reina pressionà membres dels gabinets ministerials, el lord tinent i fins i tot membres de la família reial perquè establissin la residència a l'illa.
Les dues visites següents a l'illa les va fer el 1853 i el 1861 i no va tornar fins a l'any 1900, mesos abans de morir, quan hi va anar per apel·lar als homes irlandesos que s'allistessin a l'exèrcit britànic per tal de lluitar a la Segona Guerra Bòer. L'oposició nacionalista feu que Arthur Griffith establís una organització anomenada Cumann na nGaedhael que uní l'oposició britànica. Cinc anys després, Griffith va emprar els contactes realitzats en la campanya en contra de la visita de la reina per formar un nou moviment polític anomenat Sinn Féin.

### Relacions internacionals
A nivell internacional, Victòria es va centrar en la millora de les relacions entre França i el Regne Unit. Va visitar i va rebre moltes vegades a la família reial francesa, la Casa d'Orleans, alguns dels quals eren parents dels Coburg per matrimoni. En 1843 i 1845, Victòria i Albert es van allotjar al castell de d'Eu amb el rei Lluís Felip I de França. Victòria va ser la primera monarca britànica a visitar un monarca francès des de la trobada al Camp de la tela d'or el 1520. Quan Lluís Felip els va visitar el 1844, es va convertir igualment en el primer sobirà francès a visitar un sobirà britànic. Lluís Felip va ser deposat per la Revolució de 1848 i es va exiliar a Anglaterra. En el punt més àlgid de l'onada revolucionària al Regne Unit l'abril de 1848, Victòria i la seva família van canviar Londres per la seguretat d'Osborne House, una propietat privada a l'illa de Wight que la reina havia comprat i reformat el 1845. Les manifestacions dels cartistes i dels nacionalistes irlandesos no van aconseguir suports a nivell nacional i les pertorbacions es van diluir sense més problemes.

### La dècada de 1850

La Reina Victòria, pintura de l'any 1859

L'any 1851 tingué lloc a Londres la Gran Exposició de 1851. Organitzada magistralment pel príncep Albert, va ser inaugurada oficialment per la reina l'1 de maig del mateix any. Tot i la por de molts, la mostra fou un rotund èxit que consolidà el Regne Unit a l'avantguarda dels nous ginys tecnològics i com a país punter en la revolució industrial.
L'any 1852 entrà al Govern Lord Derby, que no estigué durant gaire temps a l'executiu, ja que no pogué mantenir una còmoda majoria parlamentària. La reacció de la reina fou d'ansietat per acabar amb la debilitat i poca durada dels primers ministres que ja arrossegava des de la Crisi de les Cambreres de Cort de l'any 1842. Tant la reina com el príncep consort van encoratjar els polítics a formar grans coalicions que aportessin estabilitat a la vida política del país.
Lord Aberdeen arribà a l'executiu portant a terme una de les intervencions militars més importants del regnat de la reina Victòria a Europa, la participació anglesa a la guerra de Crimea l'any 1854 al costat de l'Imperi Otomà i en contra de Rússia, la primera guerra contra una potència europea des del final de les guerres napoleòniques. Abans de l'entrada a la guerra havien corregut forts rumors de certes preferències reials pel bàndol rus en contra de l'otomà la qual cosa afecta la popularitat de la sobirana i de la família reial. Malgrat tot, el suport inequívoc de la reina Victòria i de tota la família reial a les tropes britàniques que partien a la guerra i la institució de la "Creu Victòria" arran de la guerra com un premi al valor de la tropa van esvair els rumors existents. La consecució de les accions militars portades a terme pel ministeri de lord Aberdeen durant la Guerra feren que el Govern d'Aberdeen caigués l'any 1855. Victòria va proposat tant a Derby com a Russell que formessin govern, però cap dels dos van obtenir suports suficients i Victòria va haver de nomenar lord Palmerston com a primer ministre.
Napoleó III, l'aliat més proper del Regne Unit com a conseqüència de la guerra de Crimea, va visitar Londres l'abril de 1855, i del 17 al 28 d'agost del mateix any Victòria i Albert van tornar la visita. Napoleó III va conèixer la parella a Boulogne i els va acompanyar a París. Van visitar l'Exposició Universal de París (una successora de la idea d'Albert de 1851, la Gran Exposició) i la tomba de Napoleó I a Les Invalides (a la qual es troben les seves restes retornades el 1840), i van ser convidats d'honor en un ball de 1.200 convidats al Palau de Versalles. Va ser la primera vegada que un monarca britànic regnant havia estat a París en més de 400 anys.
Palmerston va adoptar una línia dura sobre la guerra de Crimea; volia expandir els combats, especialment al Bàltic on Sant Petersburg podria veure's amenaçat per una potència naval britànica superior. El seu objectiu era reduir permanentment l'amenaça russa a Europa. Si Suècia i Prússia estiguessin disposats a unir-s'hi, Rússia es quedaria sola. Tanmateix, França, que havia enviat molts més soldats a la guerra que la Gran Bretanya, i havia patit moltes més baixes, volia que la guerra s'acabés, igual que Àustria. El març de 1855 va morir el vell tsar i el va succeir el seu fill, Alexandre II, que volia fer les paus. Tanmateix, Palmerston va trobar els termes de pau massa suaus amb Rússia i així va persuadir Napoleó III de trencar les negociacions de pau fins que Sebastòpol pogués ser capturat, posant els aliats en una posició de negociació més forta. Al setembre Sebastopol finalment es va rendir i els aliats tenien el control total del teatre del Mar Negre. Rússia va arribar a un acord. El 27 de febrer de 1856 es va signar un armistici i després d'un mes de negociacions es va signar un acord al Congrés de París. Palmerston va aconsguir que el mar Negre fos desmilitaritzat però no que Crimea tornés a l'Imperi Otomà. El Tractat de París es va signar el 30 de març de 1856. L'abril de 1856 Palmerston va ser nomenat membre de l'Ordre de la Lliga per la reina Victoria.
Després de la rebel·lió índia de 1857 Palmerston va aprovar la Llei de govern de l'Índia de 1858 que establia la liquidació del domini la Companyia Britànica de les Índies Orientals que fins a aquell moment estava governava l'Índia Britànica sota els auspicis de Parlament i el traspàs de les seves funcions a la Corona Britànica pels greus defectes en el sistema del govern de l'Índia.
Després que Felice Orsini intentés assassinar Napoleó III el 14 de gener de 1858 amb una bomba fabricada a Gran Bretanya, els francesos es van indignar exigint que no concedís asil a als atacants i l'ambaixador francès va rebre l'ordre de fer presentacions sobre l'incident al Parlament. Per tal de preservar bones relacions amb França, el primer ministre Henry John Temple Lord Palmerston va presentar un projecte de llei per convertir en delicte conspirar a Gran Bretanya per assassinar algú a l'estranger. La conducta britànica va ser durament criticada pels mitjans francesos i els delegats dels militars francesos que va rebre l'emperador francès, provocant la ira entre els britànics, que lord Derby va aprofitar per proposar una esmena al projecte de llei, que Palmerston va perdre per dinou vot i el febrer de 1858 es va veure obligat a dimitir. Derby el va substituir com a primer ministre.
Victòria i Albert van assistir a l'obertura d'una nova conca al port militar francès de Cherbourg el 5 d'agost de 1858, en un intent de Napoleó III de tranquil·litzar la Gran Bretanya que els seus preparatius militars anaven dirigits cap a un altre lloc. A la seva tornada, Victòria va escriure a Derby recriminant-lo pel mal estat de la Royal Navy en comparació amb la marine nationale francesa.L'executiu de Derby no gaudí d'una major consideració que el que havia tingut durant la seva primera etapa de govern i així l'any 1859 fou substituït de nou per Parlmerston.

### Viudetat i aïllament
El març de 1861, la mare de Victòria va morir, amb Victòria al seu costat. Llegint els papers de la seva mare, Victoria va descobrir que la seva mare l'havia estimat profundament; tenia el cor trencat i va culpar a Conroy i Lehzen d'haver-la allunyat de la seva mare. Per alleujar la seva dona durant el seu dolor intens i profund, Albert va assumir la majoria de les seves funcions, tot i que ell mateix estava malalt amb problemes crònics d'estómac.
A principis de desembre, Albert estava molt malament. Va ser diagnosticat amb febre tifoide per William Jenner i va morir el 14 de desembre al castell de Windsor, cosa que va causar una terrible depressió a la sobirana britànica. Va entrar en un estat de dol i es va vestir de negre durant la resta de la seva vida. Va evitar les aparicions públiques i poques vegades va posar els peus a Londres els anys següents. La seva reclusió li va guanyar el sobrenom de "vídua de Windsor". El seu pes va augmentar gràcies a l'alimentació recomfortant, la qual cosa va reforçar la seva aversió a les aparicions públiques.
L'aïllament autoimposat de Victòria de la realitat pública va disminuir la popularitat de la monarquia i va encoratjar el creixement del moviment republicà. Va assumir les seves tasques oficials de govern, però va optar per romandre aïllada a les seves residències reials: el castell de Windsor, el Palau d'Osborne a l'illa de Wight i la finca privada a Escòcia que ella i Albert havien adquirit el 1847, el Castell de Balmoral. Al març de 1864, un manifestant va enganxar un avís a les baranes del Palau de Buckingham que anunciava «que es llogaven o es vendrien aquests locals dominants com a conseqüència de la decadència del negoci de l'anterior ocupant». El seu oncle Leopold li va escriure per aconsellar-li que aparegués en públic. Va acceptar visitar els jardins de la Royal Horticultural Society a Kensington i va fer un passeig per Londres en un carruatge obert.
Victòria començà a incrementar la seva amistat amb un membre del servei de palau d'origen escocès, John Brown, relació de la qual l'opinió pública deduí una història d'amor i fins i tot es parlà d'un suposat casament en secret de la parella. Recentment s'han descobert diaris on diverses persones testimonien l'existència de l'esmentat matrimoni. Tot plegat feu que la reina fos coneguda amb el sobrenom de Senyora Brown.
lord Palmerston va morir el 1865, i després d'un breu ministeri dirigit per Lord John Russell, Lord Derby va tornar al poder. El 1866, Victòria va assistir a la Cerimònia d'obertura del Parlament per primera vegada des de la mort d'Albert.
L'any següent va donar suport a l'aprovació de l'Acta de la Reforma de 1867 que va duplicar l'electorat estenent el dret a molts treballadors urbans, però no el sufragi femení.
Derby va dimitir el 1868, per ser substituït per Benjamin Disraeli, que va encantar Victòria. «A tothom li agraden els elogis», deia, «però quan una persona entra en contacte amb la reialesa, els ha de prendre amb pinces». Sempre saludava la reina amb la frase «we authors, Ma'am» i l'elogiava. El seu ministeri, malgrat tot, aviat col·lapsà, essent substituït pel Govern de Willian Gladstone membre del partit liberal. La reina mai mostrà gens de simpatia per Gladstone ni per les seves polítiques la qual cosa contribuí a augmentar la seva preferència per Disraeli. Fou durant el govern de Gladstone al principi dels anys 1870 quan la reina va començar a emergir gradualment com una fortíssima figura social i política abandonant l'aïllament. Amb el suport actiu de la seva família va esdevenir cada vegada més activa.
El 1872, la reina Victòria patí un sisè atemptat en contra de la seva vida. L'atemptat provenia d'un irlandès que demanava la llibertat pels presoners irlandesos, Arthur O'Connor. John Brown, que assistia a la reina, va ser capaç d'interceptar la pistola abans que el mateix O'Connor pogué cometre el regicidi que tenia preparat i en conseqüència Victòria li atorgà la medalla d'or al servidor debot per la seva valentia. O'Connor va ser condemnat més tard a 12 mesos de presó, i a rebre càstigs corporals els quals eren permesos per l'Acta de 1842. Com a resultat de l'incident, la popularitat de Victòria es va recuperar encara més.

### Emperadriu de l'Índia

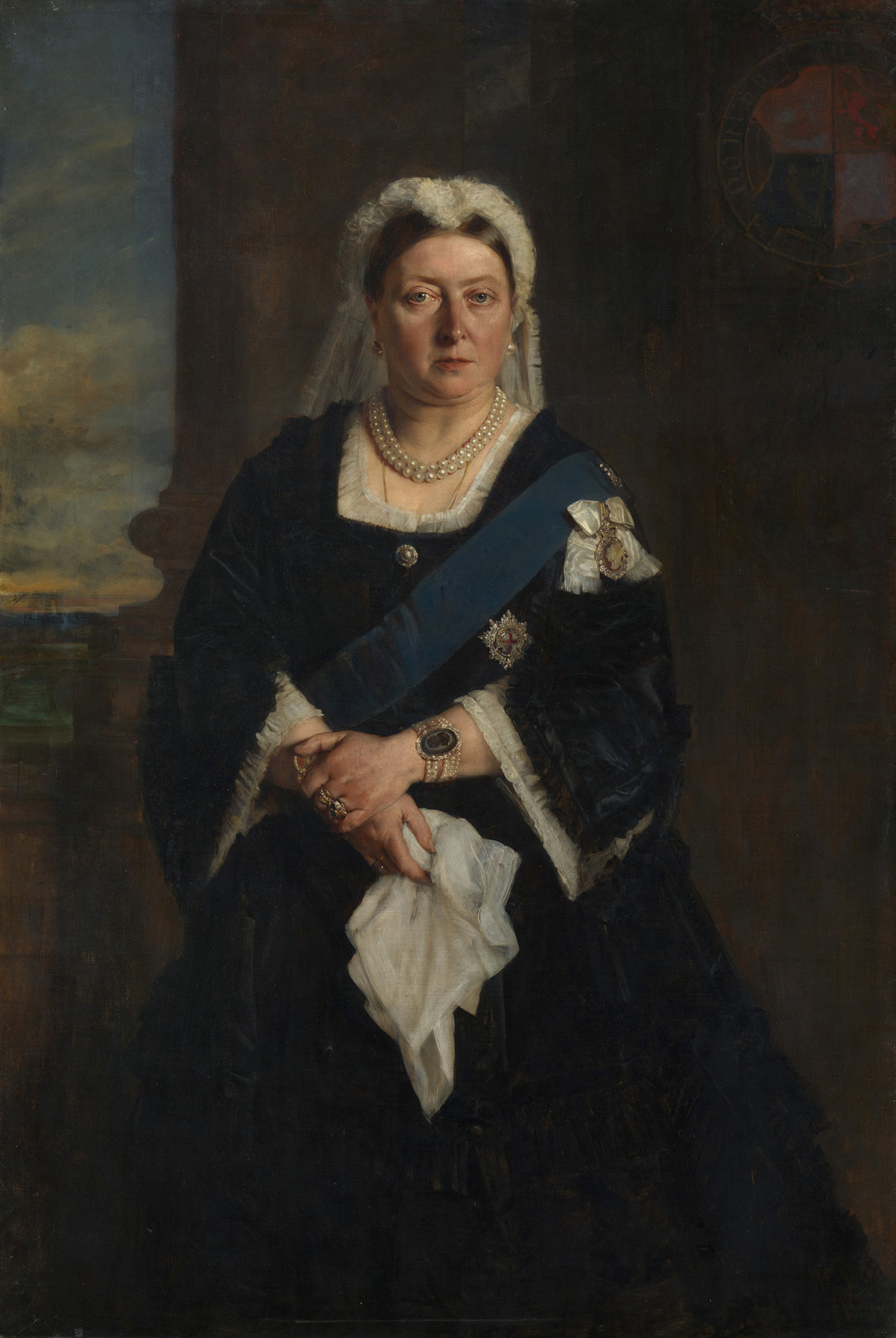
Victoria admirava el retrat d'Heinrich von Angeli de 1875 per la seva «honestedat, manca total d'adulatge i apreciació del caràcter».

Després de la Rebel·lió de l'Índia de 1857, la Companyia Britànica de les Índies Orientals, que havia governat gran part de l'Índia, es va dissoldre, i les possessions i protectorats britànics al subcontinent indi es van incorporar formalment a l'Imperi Britànic. La reina tenia una visió relativament equilibrada del conflicte i va condemnar les atrocitats d'ambdós bàndols. Va escriure sobre «els seus sentiments d'horror i penediment pel resultat d'aquesta sagnant guerra civil»,i va insistir, instat per Albert, que una proclama oficial que anunciés el traspàs del poder de l'empresa a l'estat «hauria de respirar sentiments de generositat, benevolència i tolerància religiosa». A la seva instància, una referència que amenaçava amb «soscavar les religions i els costums nadius» va ser substituïda per un passatge que garantia la llibertat religiosa.
Benjamin Disraeli tornà al poder l'any 1874 en un moment en què els sentiments imperialistes estaven en voga tant al Regne Unit com a Europa. El 1871, l'Imperi d'Alemanya havia estat proclamant que la filla gran de la reina Victòria, la princesa reial Victòria, un dia esdevindria emperadriu de la principal potència continental d'Europa, esdevenint jeràrquicament superior a la seva mare -que tan sols era una reina.
Per tal de prevenir qualsevol anomalia diplomàtica, l'any 1876 es va promulgar un nou Acte de Títols Reial pel Parlament, acte en què s'incloïa el títol d'Emperadriu de l'Índia com a nou títol dels sobirans anglesos, des de l'1 de maig de 1876 alhora Disraeli fou nomenat comte de Beaconsfield. El nou títol va ser proclamat a Delhi Durbar l'1 de gener de 1877.
El 14 de desembre de 1878, aniversari de la mort d'Albert, la segona filla de Victòria, Alícia, que s'havia casat amb Lluís IV, Gran Duc de Hessen-Darmstadt, va morir de diftèria a Darmstadt. Victòria va assenyalar la coincidència de les dates com «quasi increïble i molt misteriosa". El maig de 1879, es va convertir en besàvia (pel naixement de la Princesa Feodora de Saxònia-Meiningen) i va passar el seu «pobre vell 60è aniversari». Es va sentir «envellida» per «la pèrdua de la meva estimada filla».
Entre l'abril de 1877 i el febrer de 1878, va amenaçar cinc vegades amb abdicar mentre pressionava Disraeli perquè actués contra Rússia durant la Guerra russo-turca, però les seves amenaces no van tenir cap impacte en els esdeveniments o la seva conclusió amb el Congrés de Berlín. La política exterior expansionista de Disraeli, que Victòria va avalar, va provocar conflictes com la Guerra anglo-zulu i la Segona Guerra Angloafganesa. «Si hem de mantenir la nostra posició com a poder de primer nivell», va escriure, «hem... d'estar preparats per als atacs i guerres, en algun lloc o un altre, CONTINUAMENT.» Victòria veia l'expansió de l'Imperi Britànic com a civilitzadora i benigne, protegint els pobles nadius de poders més agressius o governants cruels: «No és costum annexionar països», va dir, «llevat que estiguem obligats i forçats a fer-ho.»
L'administració de Disraeli caigué l'any 1880 quan els liberals guanyaren les eleccions generals i Gladstone va tornar com a primer ministre. Quan Disraeli va morir l'any següent, va quedar encegada per les «llàgrimes ràpides», i va erigir una placa commemorativa a la seva sepultura «col·locada per la seva agraïda sobirana i amiga, Victoria R.I."
El 2 de març de 1882, Roderick Maclean, un poeta descontent aparentment ofès per la negativa de Victoria a acceptar un dels seus poemes, va disparar a la reina mentre el seu carruatge sortia de l'estació de tren de Windsor. Gordon Chesney Wilson i un altre escolar de l'Eton College el van colpejar amb els seus paraigües, fins que un policia el va empènyer. Victòria es va indignar quan va ser declarat no culpable per raó de bogeria, però es va mostrar tan satisfeta per les nombroses expressions de lleialtat després de l'atac que va dir que valia la pena ser disparada per veure l'estima que la tenien.
El 17 de març de 1883, Victòria va caure per unes escales a Windsor, que la van deixar coixa fins al juliol; mai es va recuperar del tot i després va patir reumatisme. John Brown va morir 10 dies després del seu accident, i davant la consternació del seu secretari privat, Sir Henry Ponsonby, Victòria va començar a treballar en una biografia elogiosa de Brown. Ponsonby i Randall Davidson, degà de Windsor, que tots dos havien vist els primers esborranys, van aconsellar a Victoria que no es publiquessin, argumentant que avivaria els rumors d'una relació amorosa. El manuscrit va ser destruït. A principis de 1884, Victòria va publicar More Leaves from a Journal of a Life in the Highlands, una seqüela del seu llibre anterior, que va dedicar al seu «devot assistent personal i fidel amic John Brown». L'endemà del primer aniversari de la mort de Brown, Victòria va ser informada per telegrama que el seu fill petit, Leopold, havia mort a Canes. Ell era «el més estimat dels meus estimats fills», es va lamentar. El mes següent, la filla més petita de Victòria, Beatriu, va conèixer i es va enamorar del príncep Enric de Battenberg al casament de la néta de Victòria, la princesa Victòria de Hessen-Darmstadt amb el germà d'Enric, el Príncep Lluís de Battenberg. Beatriu i Enric planejaven casar-se, però la reina Victòria es va oposar a la unió al principi, desitjant mantenir Beatriu a casa perquè actués com la seva companya. Després d'un any, va acceptar el matrimoni gràcies a la seva promesa de seguir vivint amb ella i assistint-la.

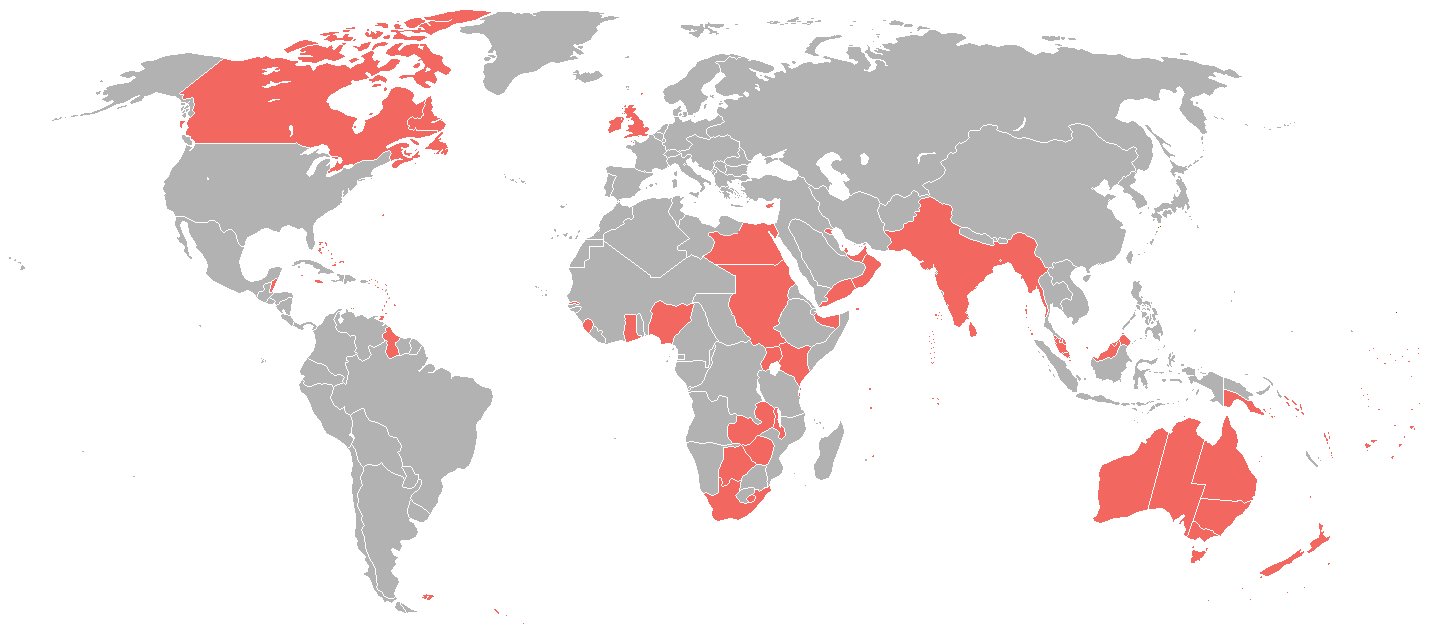
Extensió de l'Imperi britànic el 1898

El govern liberal de Gladstone introduí importants reformes sobretot en la llei electoral que malgrat que la reina no acceptava no tingué més remei que donar el seu consentiment. Victòria va estar contenta que Gladstone dimitís el 1885 després que el seu pressupost fos rebutjat. Pensava que el seu govern havia estat «el pitjor que he tingut mai», i el va culpar de la mort del General Gordon a Khartum. Gladstone va ser substituït per Lord Salisbury. El govern de Salisbury només va durar uns quants mesos, però, i Victòria es va veure obligada a cridar a Gladstone, a qui es referia com un «home mig boig i realment ridícul en molts aspectes». Gladstone va intentar aprovar el un projecte de llei que atorgava un govern autònom a Irlanda, però per a la alegria de Victòria va ser rebutjat. A les eleccions posteriors, el partit de Gladstone va perdre davant el de Salisbury i el govern va tornar a canviar de mans.

### Jubileus d'Or i de Diamants

#### El Jubileu d'Or
L'any 1887, el Regne Unit va celebrar el Jubileu d'Or de la Reina Victòria; va commemorar el cinquantè aniversari de la seva ascensió al tron amb un banquet al qual van ser convidats 50 reis i prínceps. L'endemà, va participar en una processó i va assistir a un servei d'acció de gràcies a Westminster Abbey. En aquest moment, Victoria tornava a ser extremadament popular.
Entre d'altres al Jubileu hi assistiren l'emperadriu Victòria de Prússia, el kàiser Guillem II de Prússia, la reina Sofia de Grècia i el seu espòs el rei Constantí I de Grècia; els prínceps de Gal·les; el gran duc Lluís IV de Hessen-Darmstadt, la gran duquessa Elisabet de Rússia o la reina Maria del Regne Unit.
Dos dies després, el 23 de juny, va contractar dos indis musulmans com a cambrers, un dels quals era Abdul Karim. Aviat va ser ascendit a "Munshi" (mestre): ensenyant-li urdú i actuant com a treballador de coll blanc. La seva família i els seus empleats es van consternar i van acusar Abdul Karim d'espiar per a la Lliga Patriòtica Musulmana i de preferir la reina als hindús. El cavallerer Frederick Ponsonby (fill de Sir Henry Ponsonby) va descobrir que el Munshi havia mentit sobre la seva filiació, i va informar a Lord Elgin, Virrei de l'Índia, «el Munshi ocupa la mateixa posició que tenia John Brown.» Victoria va rebutjar les seves queixes com a prejudicis racials. Abdul Karim va romandre al seu servei fins que va tornar a l'Índia amb una pensió, després de la mort de la reina.
La filla gran de Victòria es va convertir en emperadriu consort d'Alemanya el 1888, però va quedar vídua poc més de tres mesos després, i el net gran de Victòria es va convertir en emperador alemany com Guillem II. Les esperances de Victòria i Albert d'una Alemanya liberal no es complirien, ja que Wilhelm era un ferm creient en l'autocràcia. La Victòria pensava que tenia «poc cor o Zartgefühl [tacte] - i... la seva consciència i la seva intel·ligència han estat completament deformades».
Gladstone va tornar al poder després de les eleccions generals de 1892; tenia 82 anys. Victòria es va oposar quan Gladstone va proposar nomenar el diputat radical Henry Labouchère al gabinet, així que Gladstone va acceptar no nomenar-lo. El 1894, Gladstone es va retirar i, sense consultar al primer ministre sortint, Victoria va nomenar Lord Rosebery com a primer ministre. El seu govern era feble, i l'any següent Lord Salisbury el va substituir. Salisbury va romandre primer ministre durant la resta del regnat de Victòria.

#### El Jubileu de Diamants i darrers anys

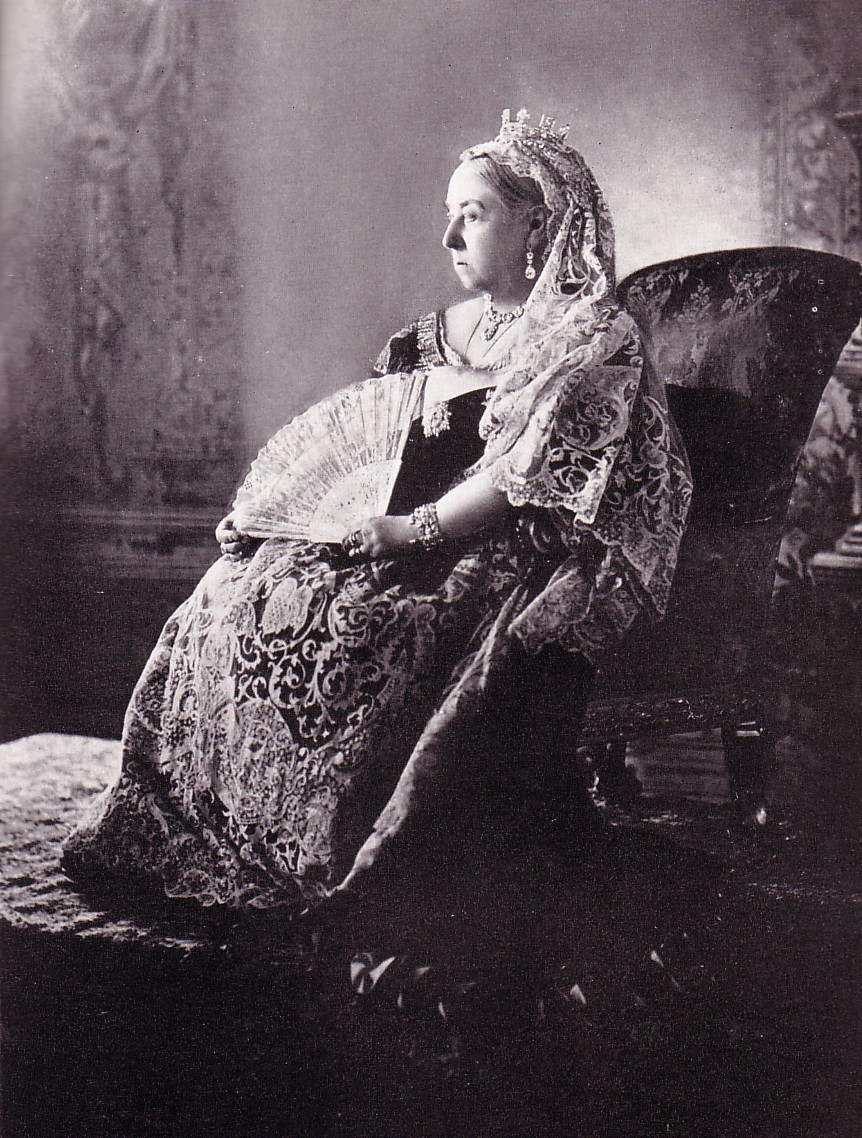
La reina al seixantè aniversari del seu accés al tron

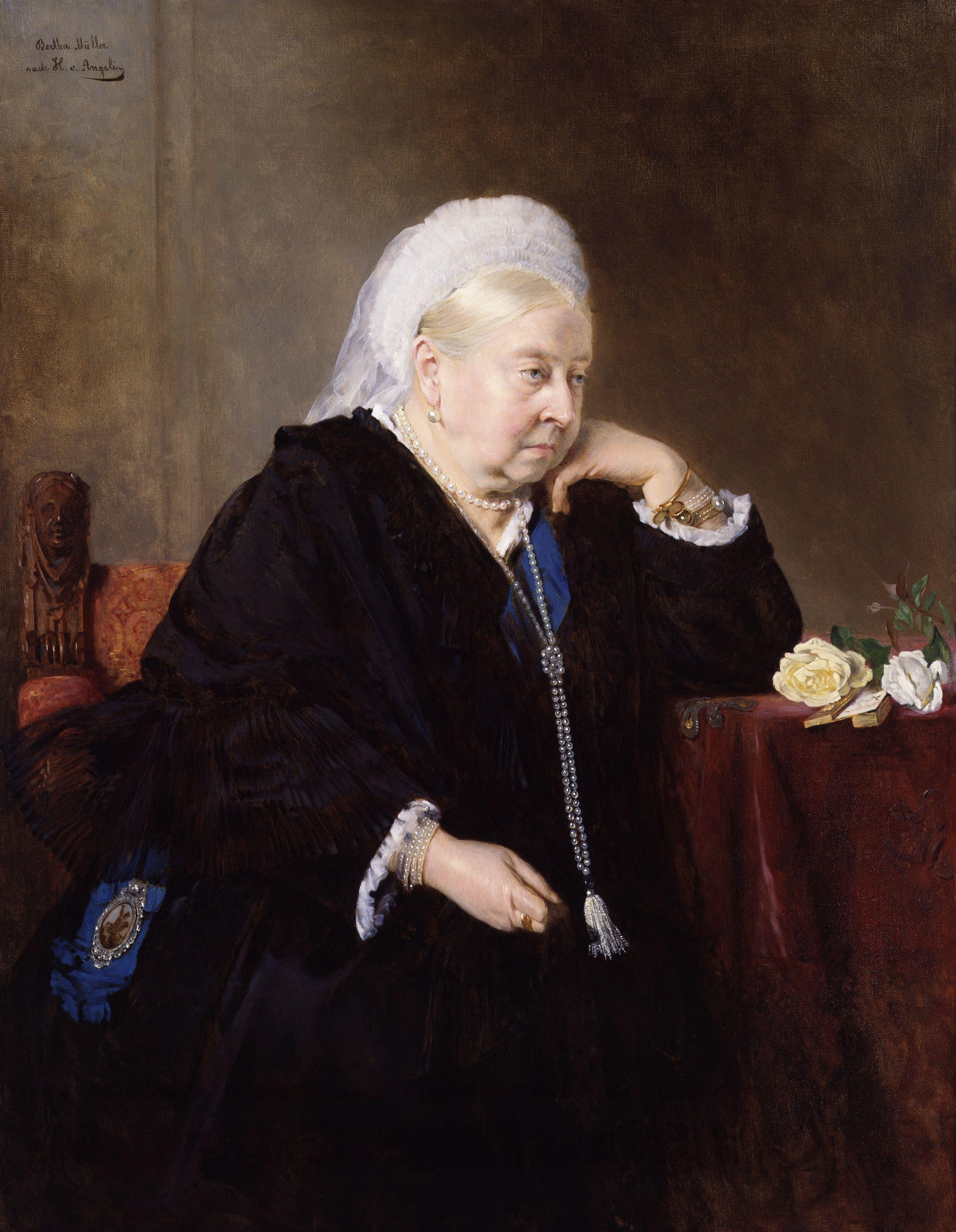
Retrat per Heinrich von Angeli, 1899

L'any 1896 ja s'havia convertit en la sobirania més longeva del Regne Unit superant al rei Jordi III, el seu avi. La reina va demanar que qualsevol celebració especial es retardés fins al 1897, per coincidir amb el seu jubileu de diamant, en que es commemorava el seixantè aniversari de l'accés al tron de la sobirana. El secretari de colònies, Joseph Chamberlain, va proposar que el jubileu fos un festival a tot l'Imperi. Els primers ministres de tots els dominis autònoms van ser convidats a Londres per a les festivitats. Una de les raons per incloure els primers ministres dels dominis i excloure caps d'estat estrangers va ser per evitar haver de convidar el net de Victòria, Guillem II d'Alemanya, que, es temia, pogués causar problemes en l'esdeveniment.
La processó del jubileu de diamant de la reina el 22 de juny de 1897 va seguir una ruta de sis milles (gairebé 10 km) de llarg per Londres i va incloure tropes de tot l'imperi. La processó es va aturar per a un servei a l'aire lliure d'acció de gràcies celebrat a l'exterior de la catedral de Sant Pau, durant el qual la Victòria es va asseure en el seu carruatge obert, per evitar que hagués de pujar les escales per entrar a l'edifici. La celebració va estar marcada per grans multituds d'espectadors i grans efusions d'afecte per la reina de 78 anys.
Els últims anys de la reina foren extremadament durs, l'any 1884 ja havia vist la mort del seu fill petit, el príncep Leopold del Regne Unit, a conseqüència de l'hemofília que patia i que li proporcionà la mort al sud de França. També havia vist a morir a dues de les seves filles i un altre fill seu, la gran duquessa Alícia de Hessen-Darmstadt l'any 1878, la mort de la princesa reial Victòria de Prússia l'any 1901 i la mort del duc d'Edimburg, el príncep Alfred del Regne Unit. La mort de la princesa reial fou especialment dura per la reina, ja que mantenia vincles estretíssims amb la seva filla gran que sentia com una dona excepcional.
La reina també veié la mort de dos dels seus nets, el príncep hereu del príncep de Gal·les, Albert Víctor del Regne Unit, i la del príncep hereu Alfred del Regne Unit. La reina també veié com la seva filla petita, la princesa Beatriu del Regne Unit perdia el seu espòs, el príncep Enric de Battenberg en una guerra africana i com dos dels seus quatre fills patien l'hemofília.
El seu últim acte públic fou el maig de 1899 la col·locació de la primera pedra dels nous edificis que engrandirien el Museu d'Albert i Victòria de Londres.

### Mort, funeral i successió
Seguint un costum que va mantenir durant tota la seva viduïtat, Victoria va passar el Nadal de 1900 a Osborne House a l'illa de Wight. Tenia reumatisme a les cames i la seva vista estava ennuvolada per cataractes. Fins a principis de gener, es va sentir «dèbil i malament», i a mitjans de gener estava «adormida... atorada, [i] confusa». Va morir el 22 de gener de 1901, a dos quarts de sis del vespre, a l'edat de 81 anys,
Fou succeïda pel seu fill, l'etern príncep de Gal·les i rei Eduard VII del Regne Unit i la seva muller la princesa Alexandra de Dinamarca. Al seu llit de mort va estar acompanyada per Eduard i el seu net Guillem II. La seva mascota preferida el Pomerània Turi va ser posat al seu llit de mort com a última petició.
El 1897, Victòria havia escrit instruccions per al seu funeral, que havia de ser militar com corresponia a la filla d'un soldat i al cap de l'exèrcit, i en què el color dominant fos el blanc enlloc del negre. El 25 de gener, els seus fills Edward i Arthur i el seu net Wilhelm van ajudar a portar el seu cos al taüt. Ella portava posat un vestit blanc i el seu vel de núvia. Una sèrie de records en commemoració de la seva extensa família, amics i criats van ser col·locats al taüt amb ella, a petició seva, pel metge i els seus criats. Una de les bates de l'Albert es va col·locar al seu costat, amb un guix de la seva mà, mentre que un floc de cabells de John Brown, juntament amb una foto seva, es va col·locar a la seva mà esquerra oculta a la vista de la família per un ram de flors curosament posicionat. Els articles de joieria col·locats a Victòria incloïen l'anell de noces de la mare de John Brown, que Brown li va donar el 1883. El funeral tingué lloc el dia 2 de febrer del mateix any, a la Capella de Sant Jordi, al Castell de Windsor, i després dels dos dies de vetlla, es va enterrar la reina al costat del seu espòs al Fragmore Mausoleum, a Windsor Great Park.
El seu regnat, de 63 anys, set mesos, i dos dies de regnat, va ser el més llarg d'una reina a nivell mundial i el més llarg d'un monarca britànic fins que la seva besnéta Elizabet II el va superar el 9 de setembre de 2015. Va ser l'última monarca de la Gran Bretanya de la Casa de Hannover; el seu fill Eduard VII pertanyia a la Dinastia Saxònia-Coburg i Gotha del seu marit.

## Llegat
Segons un dels seus biògrafs, Giles St Aubyn, Victoria va escriure una mitjana de 2.500 paraules al dia durant la seva vida adulta. Des de juliol de 1832 fins just abans de la seva mort, va mantenir un diari detallat, que finalment va incloure 122 volums. Després de la mort de Victòria, la seva filla menor, la princesa Beatriu, va ser nomenada la seva executora literària. Beatriu va transcriure i editar els diaris des de la seva arribada al tron en endavant, i va cremar els originals en el procés. Malgrat aquesta destrucció, molts dels diaris encara existeixen. A més de la còpia editada per Beatriu, Lord Esher va transcriure els volums de 1832 a 1861 abans que Beatriu els destruís. Part de l'extensa correspondència de Victoria s'ha publicat en volums editats per A. C. Benson, Hector Bolitho, George Earle Buckle, Lord Esher, Roger Fulford i Richard Hough entre d'altres.
La Victòria era corpulenta, tímida i d'aproximada 1,5 m d'alçada, però projectava una imatge magnífica. Va ser impopular durant els primers anys de la seva viduïtat, però va ser molt apreciada durant les dècades de 1880 i 1890, quan va encarnar l'imperi com una figura matriarcal benèvola. Només després de la publicació del seu diari i de les cartes es va conèixer l'abast de la seva influència política al públic en general. Les biografies de Victòria escrites abans que gran part del material primari estigués disponible, com ara Queen Victoria de Lytton Strachey de 1921, ara es consideren obsoletes. Les biografies escrites per Elizabeth Longford i Cecil Woodham-Smith, el 1964 i el 1972 respectivament, són encara àmpliament admirades. Ells, i altres, conclouen que, com a persona, la Victòria era emocional, obstinada, honesta i franca.
Durant el regnat de Victòria, va continuar l'establiment gradual d'una monarquia constitucional moderna a Gran Bretanya. Les reformes del sistema de votació van augmentar el poder de la Casa dels Comuns a costa de la Càmera dels Lords i el monarca. El 1867, Walter Bagehot va escriure que el monarca només conservava «el dret a ser consultat, el dret a animar i el dret a advertir». A mesura que la monarquia de Victòria es va fer més simbòlica que política, va posar un fort èmfasi en la moral i la valors familiars, en contrast amb els escàndols sexuals, financers i personals que havien estat associats amb anteriors membres de la Casa de Hannover i que havien desacreditat la monarquia. El concepte de «monarquia familiar», amb el qual es podien identificar les classes mitjanes en creixement, es va consolidar.

### Llocs i motius dedicats a Victòria

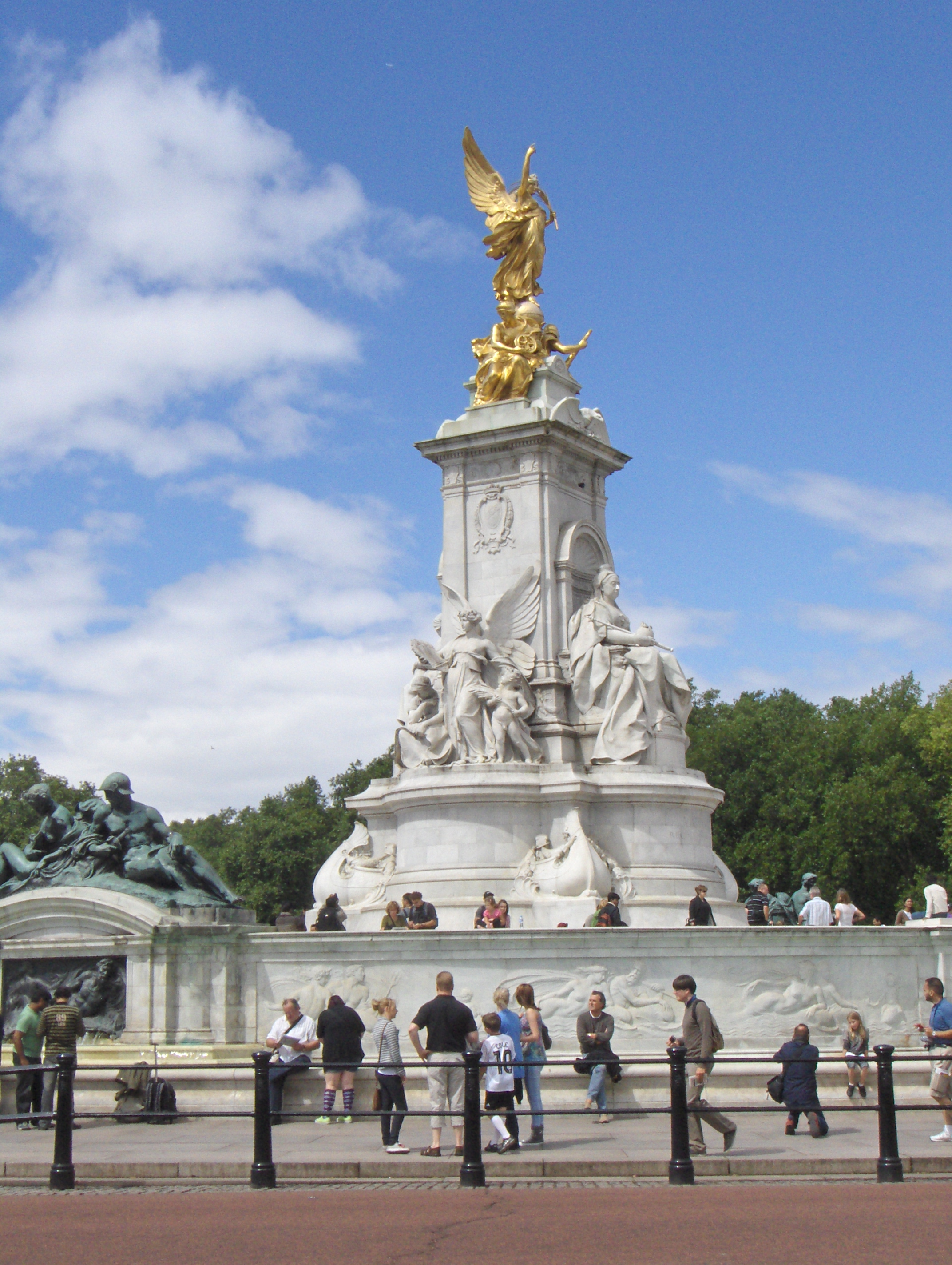
El Victoria Memorial de Londres davant del Palau de Buckingham es va erigir una dècada després de la seva mort.

A causa de la seva longevitat i del desenvolupament de l'Imperi Britànic, un nombre molt gran de llocs i edificis han estat nomenats en honor de la reina Victòria, principalment a la Commonwealth. Alguns exemples inclouen la capital de les Seychelles, el llac més gran d'Àfrica, les cascades Victòria, les capitals de la Columbia Britànica (Victòria) i Saskatchewan (Regina) i els Estats australians de Victòria i Queensland.
Un monument molt significatiu és l'aixecat a Calcuta, el Victoria Memorial: una gran construcció de marbre, dissenyada en un estil que fa referència al Renaixement italià però també a l'imperi Mogol, envoltat de jardins i inaugurat el 1921.
La Creu Victòria va ser creada l'any 1856 per recompensar els actes de valentia durant la Guerra de Crimea i segueix sent el màxim honor militar britànic, així com les seves contrapartides canadenca, australiana i de Nova Zelanda. El Dia de Victòria o Dia de la Reina és un dia festiu al Canadà i algunes parts d'Escòcia i se celebra el dilluns anterior al 25 de maig per commemorar el naixement de la reina Victòria.

### A la cultura popular
La reina Victòria ha estat retratada en diverses pel·lícules, sèries de televisió, llibres, revistes i altres publicacions. La primera pel·lícula va ser la pel·lícula muda The Victoria Cross (1912), i la seva actriu protagonista va ser l'estatunidenca Rose Tapley. Entre les pel·lícules més destacades es pot esmentar The Young Victoria, de 2009 dirigida per Jean-Marc Vallée i amb Emily Blunt en el paper de la reina, va guanyar l'Oscar de 2009 al millor vestuari; La reina Victòria i Abdul de 2017 i dirigida Stephen Frears, basada en el llibre homònim de Shrabani Basu, la pel·lícula explica la història real de l'amistat entre la reina Victòria i el seu secretari indi Abdul Karim.